# Mark Schwahn
Mark Schwahn (født 5. juli 1966 i Pontiac, Illinois) er en amerikansk instruktør, producer, manuskriptforfatter. Han er mest kendt for sin medvirken til tv-serien One Tree Hill, hvor han både er manuskriptforfatter, og instruktør. Udover dette har han også medvirket som skuespilleren Max, i to episoder af One Tree Hill. (Songs to Love and Die By og Echoes, Silence, Patience and Grace)

## Trivia
- Mark Schwahn har arbejdet to gange med både Antwon Tanner og Texas Battle. Først i One Tree Hill, og senere i Coach Carter.
- Mark synes 3.16: "With Tired Eyes, Tired Minds, Tired Souls, We Slept" og 4.21: "All of a Sudden I Miss Everyone", er nogle af hans yndlingsafsnit af One Tree Hill.
- Mark Schwahn ser ikke internettet kun som et værktøj for at reklarmere for showet (One Tree Hill), men også for et forum for at tale med fans.
- Mark forbinder sig selv med One Tree Hill hovedpersonerne: Mouth fordi han gerne vil være sports kommentator, Lucas fordi han elsker at spille basketball, og Peyton, for den måde hun klæder sig på, og for hendes musiksmag.
- Mark er vild med basketball, og har været fan af LA Clippers, siden han kom til Los Angeles.
- Mark Schwahn er blevet inspireret af My So-Called Life og Freaks and Geeks, til at lave One Tree Hill.
- Mark har gået på the University of Maryland film school. Han havde radio/tv/film som hovedfag.
- Mark Schwahn er skaberen af tv-serien One Tree Hill. Hans første ide med One Tree Hill, var at lave det til en film under navnet Ravens, men ændrede til til en tv-serie.
- Mark var nomineret til Grand Jury Award og vandt the Special Jury Award for hans film 35 Miles from Normal på Florida Film Festival.[1]

## Fodnoter
1. 1 2 3  "Biografi om Mark Schwahn". tv.com. 23. juni 2008. Arkiveret fra originalen 7. juni 2008. Hentet 23. juni 2008.
2. ↑  "Mark Schwahn på IMDb". IMDb. 23. juni 2008. Hentet 23. juni 2008.
3. 1 2  "Citater af Mark Schwahn". IMDb. 23. juni 2008. Hentet 23. juni 2008.